# Ramses IV
Ramses IV (... – Tebe, ca. 1149 a.C.) è stato un faraone della XX dinastia egizia.

## Origini

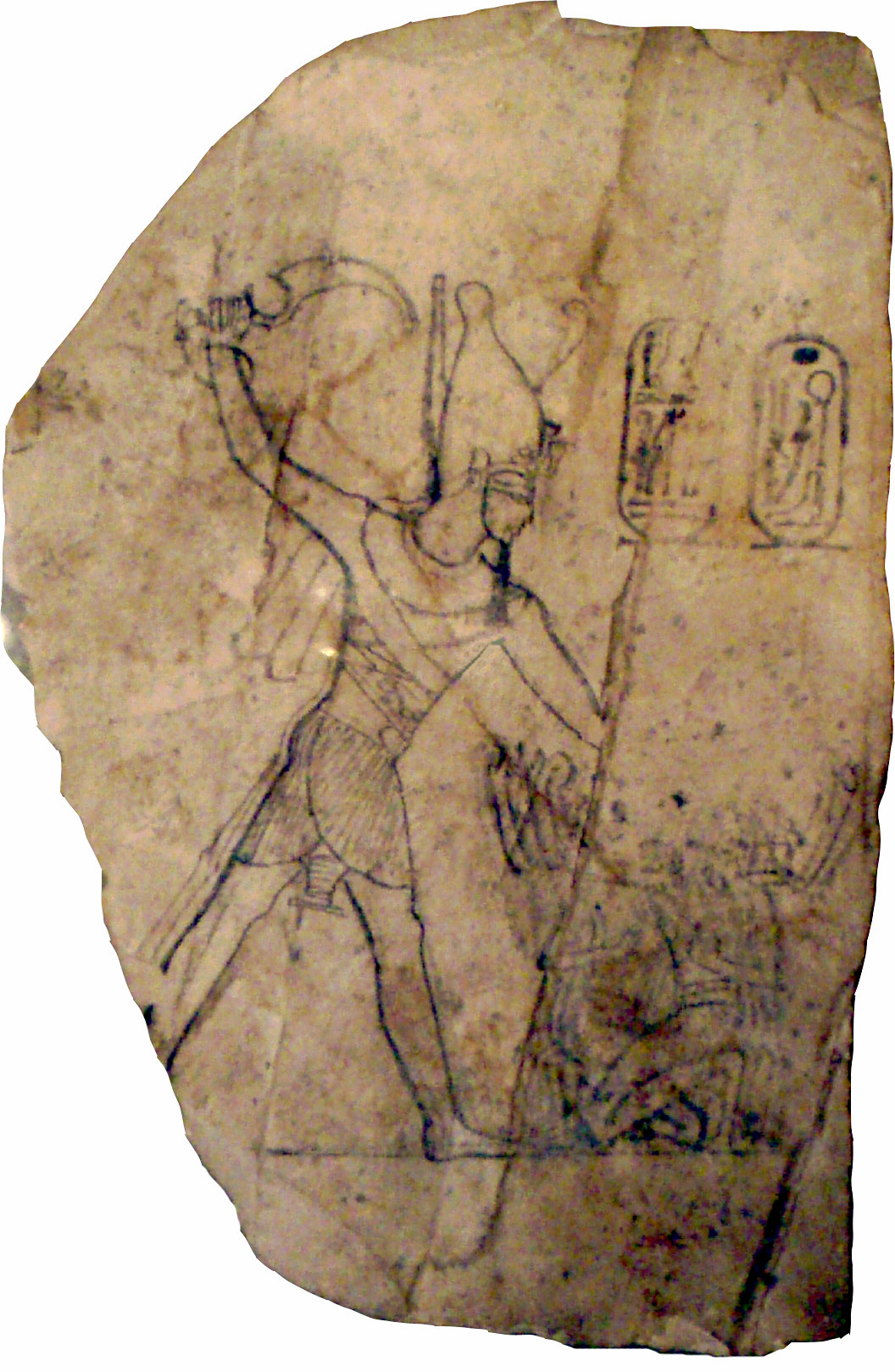
Ostrakon in pietra calcarea con uno schizzo di Ramses IV che abbatte i suoi nemici. Museum of Fine Arts, Boston.

Il suo nome prima dell'ascesa al trono era Amonherkhopeshef. Era il quinto figlio di Ramses III (1186 a.C. - 1155 a.C.), che lo designò come Principe ereditario nel corso del proprio 22º anno di regno (1164 a.C.), quando i suoi quattro fratelli più anziani erano già tutti morti. La sua promozione a Principe ereditario
(A.J.Peden)
In quanto successore designato di suo padre, il principe era investito di tre titoli distintivi: Principe ereditario, Scriba reale, Generalissimo; questi ultimi due titoli compaiono in un'iscrizione del tempio di Amenofi III a Soleb, mentre tutti e tre compaiono su un architrave conservato a Firenze. In quanto erede del trono, le sue responsabilità si moltiplicarono; per esempio, nel 27º anno di regno del padre, il principe compare mentre eleva un sacerdote di nome Amenemope all'importante carica di Terzo Profeta di Amon, nella tomba di quest'ultimo (TT148). Nella tomba tebana di Amenemope fanno la loro comparsa anche i tre titoli succitati.
A causa del trentennale regno di Ramses III, si ritiene comunemente che Ramses IV fosse un uomo sulla quarantina quando divenne faraone. Il suo regno è stato datato dal 1155 a.C. al 1149 a.C., ma anche dal 1151 a.C. al 1145 a.C.

## Famiglia

### Dibattito sull'identità della madre
Si ritiene comunemente, grazie a iscrizioni scoperte di recente e pubblicate nel 2010 sul Journal of Egyptian Archaeology, che la madre di Ramses IV sarebbe stata, con ogni probabilità, la regina Tyti. Tyti (che era sia Figlia del re che Sposa del re e Madre del re) fu identificata, grazie al Papiro BM EA 10052, come sposa di Ramesse III, padre di Ramesse IV. Gli autori dell'articolo del 2010 sul Journal of Egyptian Archaeology hanno scritto che, siccome la madre del faraone Ramesse VI fu una regina chiamata Iside Ta-Hemdjert,

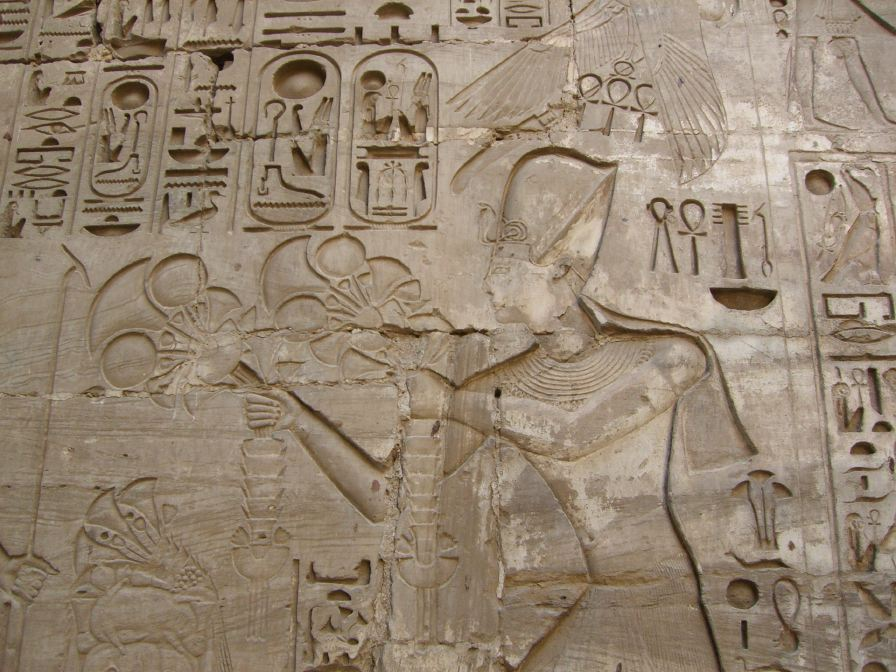
Rilievo raffigurante Ramses IV con dei fiori di loto. Tempio di Khonsu a Karnak.

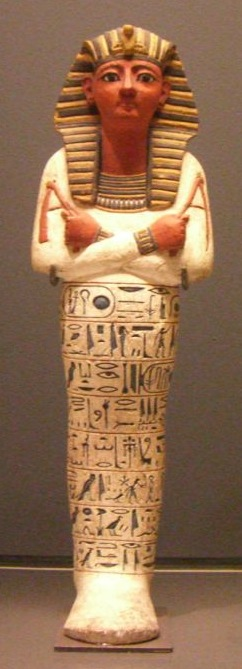
Ushabti di Ramses IV. Museo del Louvre, Parigi.

Così, la ricerca della madre di Ramses IV si è risolta in favore di Tyti. Negli anni '80 si credeva erroneamente che Tyti fosse madre di Ramses XI (1107 a.C. - 1078 a.C.). A Ramses IV successe il figlio Ramses V (1149 a.C. - 1145/4 a.C.).
La sua Grande sposa reale fu probabilmente la regina Duatentopet.

## Regno

### La Congiura dell'harem

Frammento del "Giornale della Necropoli" relativo all'annuncio della morte di Ramesse III e della salita al trono di Ramesse IV. Museo Egizio, Torino.

Ramses salì al trono in circostanze drammatiche. Nell'aprile dell'anno 1155 a.C. (la cronologia egizia è oggetto di dibattito e ne sono state formulate numerose varianti), un complotto ordito da una delle mogli secondarie di suo padre, Tiye, finalizzato a porre il figlio di questa, Pentaur, sul trono, portò a un attentato alla vita di Ramses III. Il sessantacinquenne sovrano fu gravemente ferito alla gola, come dimostra la profonda lesione sulla sua mummia, e morì poco dopo. Ramses IV fu però in grado prendere subito il controllo della situazione, facendo arrestare e condannare i cospiratori; il loro fallimento fu probabilmente determinato dall'incapacità di unire le molte forze coinvolte (funzionari, ufficiali, dignitari, spose secondarie e maggiordomi) mediante uno strumento istituzionale. La fonte principale al riguardo è il Papiro giuridico di Torino, che elenca minuziosamente i processi, le accuse e le condanne che seguirono ai fatti della congiura; ma di tale episodio non si fa menzione alcuna negli ampi testi che decorano le pareti dei suoi templi e della sua tomba. I peccati contro Maat, ossia contro la giustizia e l'ordine cosmico (di cui il faraone era garante), erano spesso descritti nei documenti d'archivio, ma mai nei testi ufficiali.

### Progetti

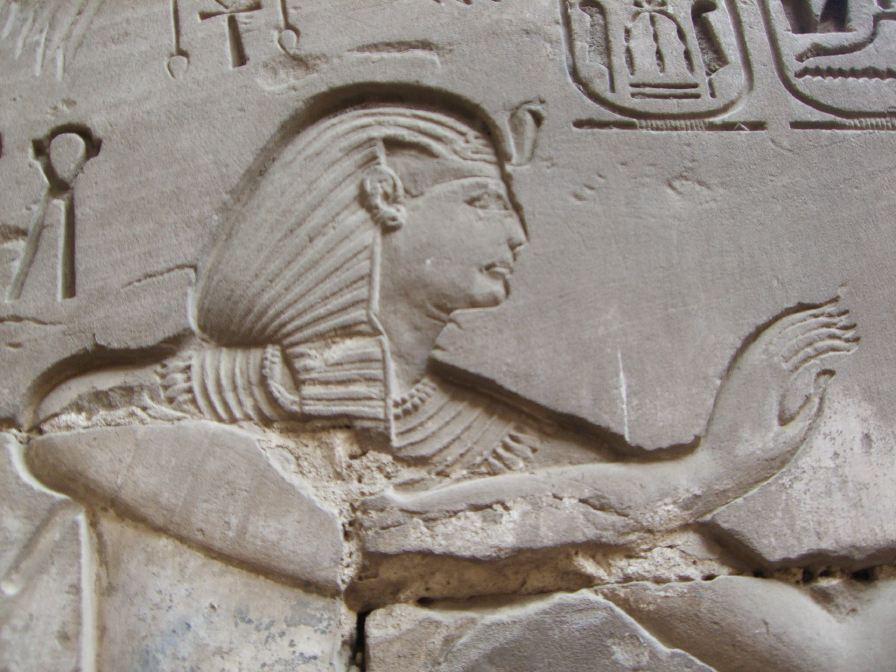
Rilievo di Ramses IV su una parete del tempio di Khonsu a Karnak.

All'inizio del suo regno, il nuovo faraone diede l'avvio a una vasta campagna edilizia, sul modello di quella di Ramses II, raddoppiando il numero degli operai di Deir el-Medina a 120 effettivi, e inviando varie spedizioni alla cave di pietra dello Uadi Hammamat e alle miniere di turchese del Sinai (Sarabit al-Khadim). La grande stele che Ramses IV fece erigere allo Uadi Hammamat tramanda il ricordo della terza spedizione, la più grande - datata all'anno 3 (del suo regno), III Shemu, giorno 27 - la quale enumera 8 368 uomini, fra cui 5 000 soldati, 2 000 servitori del Tempio di Amon, 800 Habiru e 130 scalpellini e cavapietre sotto il comando personale del Primo profeta di Amon allora in carica, Ramessenakht. Gli scribi che composero il testo della stele non mancarono di far notare che a tale cifra bisognava sottrarre 900 uomini "che sono morti e omessi da questa lista". Di conseguenza, bisogna concludere che i decessi furono il 10,7% degli effettivi. Alcuni dei blocchi di pietra, trascinati per le 60 miglia (96 chilometri) che separano lo Uadi Hammamat dal Nilo, pesavano 40 tonnellate o più. Altre cave egiziane, come Assuan, furono collegate al Nilo per facilitare il trasporto dei blocchi via acqua. Sono note quattro spedizioni disposte da Ramses IV e precedenti il suo 4º anno di regno. 

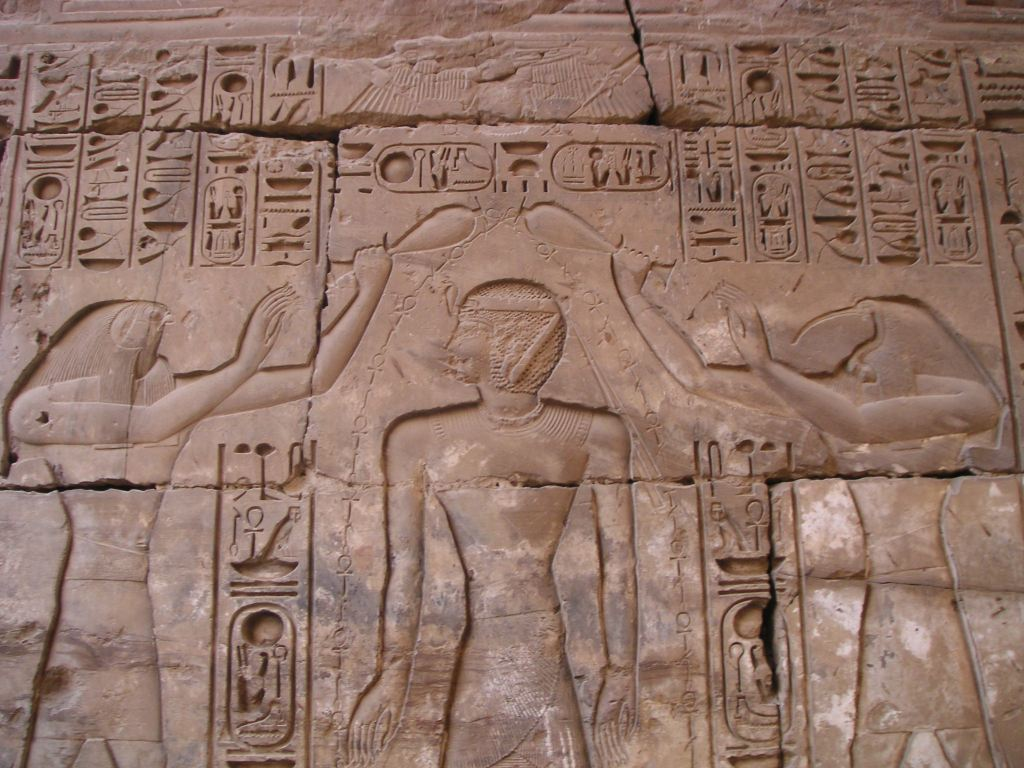
Rilievo raffigurante l'incoronazione di Ramses IV da parte degli dei Horus e Thot. Tempio di Khonsu, Karnak.

La stele di Sarabit al-Khadim, al Sinai, del maggiordomo reale Sobekhotep, riporta:
(Stele di Sobekhotep)
Quest'ultima stele è variamente ascritta ai regni di Ramses III e Ramses IV, siccome Sobekhotep è attestato nella sua carica almeno fino al regno di Ramses V. L'ultima commissione alle miniere di turchese del Sinai è documentata da una stele di uno scriba dell'esercito di nome Panufer. Panufer indica che quest'ultima spedizione era finalizzata sia alle scorte di turchese sia all'edificazione di una cappella per il culto della persona di Ramses IV nel tempio di Hathor a Sarabit al-Khadim.
Fra i progetti di Ramses IV, spiccava quello di un ingrandimento del Tempio di Khonsu a Karnak e la costruzione di un grande tempio mortuario accanto a quello di Hatshepsut.
Non è noto il motivo per cui cambiò parte del prenomen (il nome regale) nel secondo anno di regno.

## Attestazioni
Ramses IV è specialmente noto grazie ai suoi progetti edilizi, risoltisi nelle già citate spedizioni allo Uadi Hammamat e al Sinai, oltre che per vari papiri e un obelisco. La creazione di un culto del re nel tempio di Hathor è conosciuta, risalente già al suo regno, presso Sarabit al-Khadim. Il Papiro Mallet (P. Louvre 1050) risale al suo 3º o 4º anno di regno: si tratta di un papiro con sei colonne di scrittura, concernente perlopiù questioni agricole; la prima colonna tratta dei prezzi di vari beni tra il 31º anno di regno di Ramses III e il 3° di Ramses IV. Sono sopravvissuti vari monumenti di Ramses IV nella regione del delta del Nilo: un obelisco ora al Cairo e un paio di suoi cartigli su un pilone, originariamente a Eliopoli. 

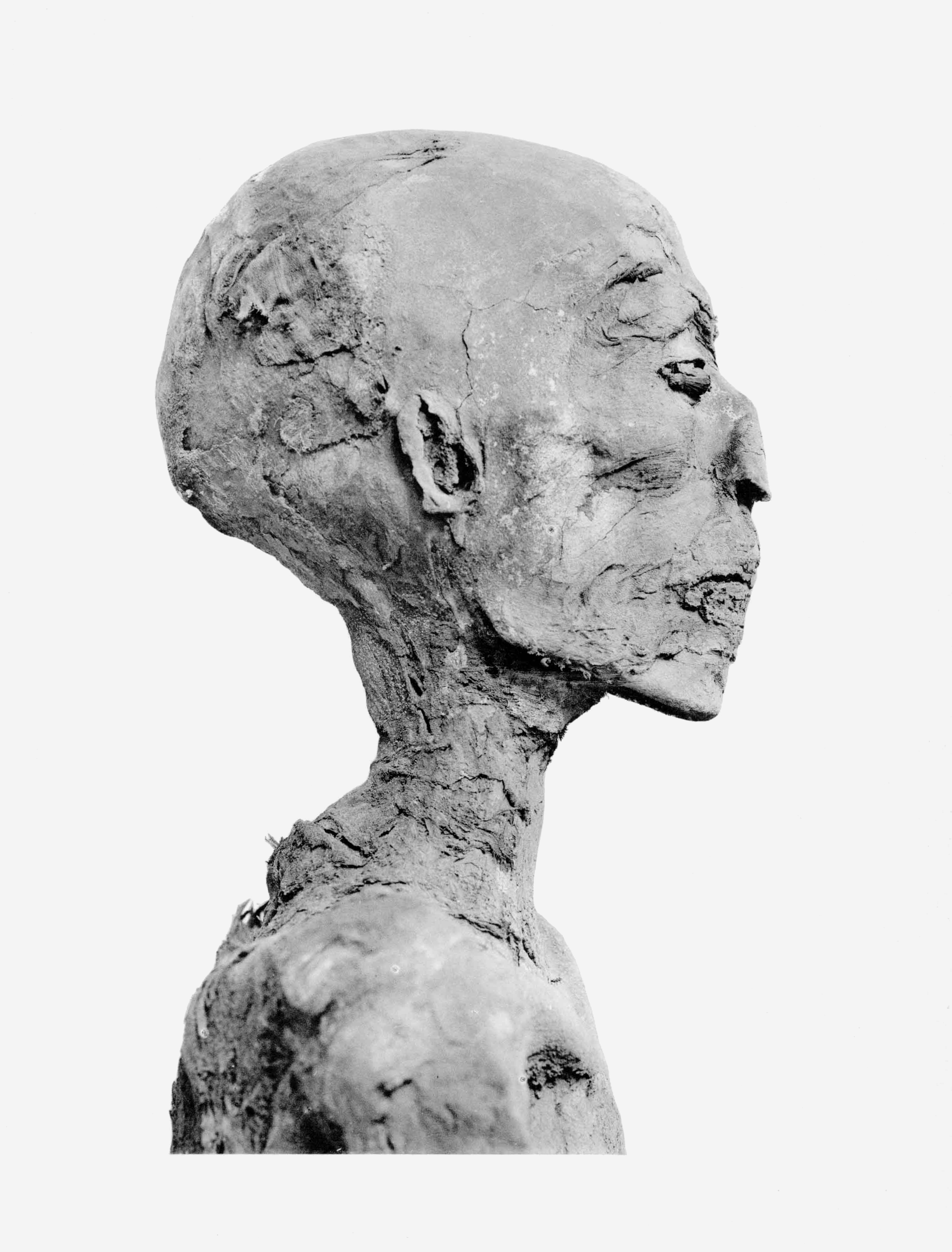
Testa della mummia di Ramses IV (fotografia dell'anatomista G.Elliot Smith, 1912).

Il documento più importante sopravvissuto, risalente al regno di Ramses IV, è il Papiro Harris I, che onora la vita di suo padre Ramses III enumerando i suoi molti doni e benefici ai templi dell'Egitto. A questi si aggiunge il Papiro delle miniere, la prima carta geologica conosciuta.

## Morte
Nonostante le molte energie profuse nel culto (pare che la pietà religiosa di Ramses fosse eccezionale) e la sua preghiera a Osiride, conservata su una stele ad Abido risalente al 4º anno di regno, che recita:
(Stele di Ramses IV ad Abido)
il re non visse abbastanza da raggiungere questo obiettivo ambizioso, morendo solo sei anni dopo l'ascesa al trono. Fu sepolto nella tomba KV2 della Valle dei Re. La sua mummia fu rinvenuta nel 1898 nel nascondiglio reale ricavato nella tomba (KV35) di Amenofi II. La sua regina Duatentopet fu sepolta nella QV74 della Valle delle Regine. Suo figlio Ramses V gli successe sul trono.
Il 3 aprile 2021 la sua mummia è stata traslata con la Parata d'oro dei faraoni dal vecchio Museo Egizio al nuovo Museo nazionale della Civiltà egiziana.

## L'Inno per l'accessione al trono di Ramses IV
L'inno composto in occasione dell'accessione al trono di Ramses IV, rinvenuto su di un ostrakon conservato al Museo egizio di Torino, è un interessante esempio di innografia dinastica. Il testo riflette l'ideologia classica secondo cui l'ascesa di un nuovo faraone avrebbe comportato il rinnovamento della vita dell'universo e il trionfo dell'ordine (Maat) dopo la morte del precedente faraone, la quale, secondo gli egizi, turbava l'equilibrio del mondo.

## Titolatura
| G5 |

| G5 |

| E1 · D40 | S34 | m | H6 | nb · O23 | Z3 | W19 | i | t · f | Z1 · f | p · t | V28 | A52 |

| E1 · D40 | S34 | m | H6 | nb · O23 | Z3 | W19 | i | t · f | Z1 · f | p · t | V28 | A52 |

| E1 · D40 | S34 | m | H6 | nb · O23 | Z3 | W19 | i | t · f | Z1 · f | p · t | V28 | A52 |

| E1 · D40 | S34 | m | H6 | nb · O23 | Z3 | W19 | i | t · f | Z1 · f | p · t | V28 | A52 |

| E1 · D40 | S34 | m | H6 | nb · O23 | Z3 | W19 | i | t · f | Z1 · f | p · t | V28 | A52 |

| E1 · D40 | S34 | m | H6 | nb · O23 | Z3 | W19 | i | t · f | Z1 · f | p · t | V28 | A52 |

| E1 · D40 | S34 | m | H6 | nb · O23 | Z3 | W19 | i | t · f | Z1 · f | p · t | V28 | A52 |

| E1 · D40 | S34 | m | H6 | nb · O23 | Z3 | W19 | i | t · f | Z1 · f | p · t | V28 | A52 |

| G16 |

| G16 |

| Aa11 · D36 | k | I6 | Aa15 · t · O49 | G45 | Z7 · D40 | T10 · t · Z2 | Z2 · Z2 |

| Aa11 · D36 | k | I6 | Aa15 · t · O49 | G45 | Z7 · D40 | T10 · t · Z2 | Z2 · Z2 |

| G8 |

| G8 |

| wsr | s | M4 | M4 | M4 | G36 · r | n · M3 | Aa1 · t · D40 | Z2 |

| wsr | s | M4 | M4 | M4 | G36 · r | n · M3 | Aa1 · t · D40 | Z2 |

| M23 · X1 | L2 · X1 |

| M23 · X1 | L2 · X1 |

| N5 | S38 | C12 | U21 · n |

| N5 | S38 | C12 | U21 · n |

| N5 | S38 | C12 | U21 · n |

| N5 | S38 | C12 | U21 · n |

| N5 | S38 | C12 | U21 · n |

| N5 | S38 | C12 | U21 · n |

| N5 | S38 | C12 | U21 · n |

| N5 | S38 | C12 | U21 · n |

| G39 | N5 |

| G39 | N5 |

| N5 | C2 | C12 | N36 | S38 | F31 · z | H6 |

| N5 | C2 | C12 | N36 | S38 | F31 · z | H6 |

| N5 | C2 | C12 | N36 | S38 | F31 · z | H6 |

| N5 | C2 | C12 | N36 | S38 | F31 · z | H6 |

| N5 | C2 | C12 | N36 | S38 | F31 · z | H6 |

| N5 | C2 | C12 | N36 | S38 | F31 · z | H6 |

| N5 | C2 | C12 | N36 | S38 | F31 · z | H6 |

| N5 | C2 | C12 | N36 | S38 | F31 · z | H6 |

In origine il prenomen risulta essere stato
| N5 | wsr | H6 | C12 | S3 · U21 |

| N5 | wsr | H6 | C12 | S3 · U21 |

| N5 | wsr | H6 | C12 | S3 · U21 |

| N5 | wsr | H6 | C12 | S3 · U21 |

wsr m3ˁt rˁ stp.n imn - Usermaatra setepenamon

Potente nella Maat di Ra, prescelto da Amon
Nella tomba KV2 della Valle dei Re a Tebe il nome Sa Ra compare nella forma:
| F31 · O34 · O34 | C2 | C12 | H6 · H6 · N36 |

| F31 · O34 · O34 | C2 | C12 | H6 · H6 · N36 |

| F31 · O34 · O34 | C2 | C12 | H6 · H6 · N36 |

| F31 · O34 · O34 | C2 | C12 | H6 · H6 · N36 |

Ra ms syw mr imn - Ramessiu meriamon

Ra lo ha generato (nella Maat),amato da Amon.

## Datazioni alternative
| Autore        | Anni di regno         |
| ------------- | --------------------- |
| Redford       | 1166 a.C. - 1160 a.C. |
| Arnold        | 1163 a.C. - 1156 a.C. |
| Krauss        | 1156 a.C. - 1150 a.C. |
| Malek         | 1153 a.C. - 1147 a.C. |
| Shaw          | 1153 a.C. - 1147 a.C. |
| Dodson        | 1153 a.C. - 1146 a.C. |
| von Beckerath | 1151 a.C. - 1144 a.C. |